# 자이쿠
자이쿠(jaiku) 또는 자이쿠닷컴(jaiku.com)은 핀란드의 인터넷 커뮤니티 사이트이자 SMS를 기반으로 한 마이크로 블로그이다. 전 세계 블로거 친구 만들기 프로젝트를 지원했다. 트위터와 상당히 흡사한 분위기지만 '@누구' 방식의 소통인 트위터의 소통 구조와 다르게 UI를 풀어내었다는 특징이 있다.
2007년 10월 미국의 인터넷 기업 구글에 인수되었다. 이후 구글은 자이쿠 공식 블로그를 통해 자이쿠를 오픈소스로 전환했다는 소식이 전했다. 이제는 누구나 이 오픈소스를 이용해서 자신의 서비스에 마이크로블로그 서비스를 구현할 수 있게 된 것이다. 자이쿠의 공식 명칭은 자이쿠엔진(JaikuEngine)이 되었다. 구글 코드로 제공되고 있다. 자이쿠를 모바일에서 이용할 수 있는 클라이언트도 오픈소스로 전환되기도 했다.
2011년 10월 15일에 구글은 자이쿠 운영을 완전히 중단할 것이라고 발표했고, 2012년 1월 15일에 서비스를 완전히 중단하였다.

## 자이쿠엔진
자이쿠엔진(JaikuEngine)은 자이쿠 마이크로블로그 서비스의 오픈소스이다.
핀란드의 마이크로 블로그 자이쿠를 2007년 10월 인수한 미국 인터넷업체 구글이 이후 자이쿠 공식블로그를 통해 오픈소스 전환 소식을 공개했다. 이것이 자이쿠엔진이다. 구글 코드로 제공되고 있다.

## 같이 보기
- Identi.ca
- Plurk
- 트위터
- 사회 연결망
- 블로거 (서비스)